# 華盛頓地鐵紅線
華盛頓地鐵紅線（英語：Red Line）是華盛頓都會區捷運系統最早通車、最繁忙的一條路線，大致上呈U字型。
紅線是目前地鐵系統中唯一一條沒有與其他路線共用軌道的路線，除了1997年1月至1999年9月17日期間之外，當時綠線曾在布魯克蘭-美國天主教大學站（Brookland–CUA）至法拉格特北站（Farragut North）間的路段與紅線共用軌道。另外還有一點獨特的是，紅線在尖峰時段時有一種從格羅夫納-斯特拉絲摩站（Grosvenor-Strathmore）至銀泉站（Silver Spring）的縮短型區間營運模式。在2006年4月20日，非尖峰時段時列車的終點站改至涼蔭叢站（Shady Grove），形成了涼蔭叢↔銀泉的區間模式。紅線在尖峰時段需要44輛列車（10輛八節列車及34輛六節列車）來應付乘客流量。
在內部，紅線以地鐵中心站（Metro Center）分為兩段——地鐵中心以西的涼蔭叢線（A）及以東的格蘭蒙特線（B）。

## 路線

### 涼蔭叢線
本段起於華盛頓特區西北象限內，第12街及G街交會處的地鐵中心站，沿著G街向西延伸，至拉法葉公園及法拉格特廣場底下改為西北向，接著沿著康乃狄克大道，轉入尤馬街（Yuma Street）往西至特雷圓環（Tenley Circle），然後再沿著威斯康辛大道往北行經貝塞斯達（Bethesda），穿越首都環線公路，沿著馬里蘭州公路355的東側向北，到達藍道夫路南邊，接著從地下穿越一片私人土地來到巴爾的摩及俄亥俄鐵道，改為地上路段沿著該鐵路來到羅克維爾的涼蔭叢，終點站以北有儲車軌和監視設備。未來並有計畫向北延伸至馬里蘭州的日耳曼鎮（Germantown）。

### 格蘭蒙特線
本段自地鐵中心站沿G街向東延伸至第6街，接著在司法廣場（Judiciary Square）底下向東南前進，再於D街底下往東行，接著在聯合車站底下向北行，接著進入地上路段沿巴爾的摩及俄亥俄鐵道往北，穿越銀泉一帶，然後又進入地下段，沿著16街和喬治亞大道直到終點站格蘭蒙特。

## 歷史
1969年起，除羅克維爾站（Rockville）至涼蔭叢站延伸段之外，華盛頓都會區交通局大致已經決定了紅線現行的路線及車站。涼蔭叢延伸線的經費於1975年7月獲得有條件的核准。
紅線的列車服務始於1976年3月29日，於法拉格特北站（Farragut North）至羅德島大道站（Rhode Island Avenue）間運行。而位於本段上的畫廊-中國城站（Gallery Place–Chinatown）則由於法院認定其缺乏殘障設施，而延後至同年12月15日才啟用。翌年1月17日，紅線的西端終點站往北延伸一站至杜邦圓環站（Dupont Circle），1978年2月6日向東延伸4站至銀泉站（第一次將馬里蘭州納入地鐵服務範圍），1981年12月5日西段往北延伸3站至梵尼斯-哥倫比亞特區大學站（Van Ness–UDC），1984年8月25日又往北延伸五站至高富諾-斯特拉絲摩站，該年12月15日往北延伸4站至涼蔭叢站，1990年9月2日東段延伸2站至惠頓站（Wheaton） ，1998年7月25日則延伸至格蘭蒙特站。
在1990年代初期托騰堡↔綠帶支線（今綠線的一部分）完工不久之後，綠線通勤區間變成了為期6個月的實驗。乘客可以在綠帶站至西凱悅村站（West Hyattsville）間任一站搭乘與紅線直通運行的列車直達法拉格特北站。路過托騰堡站的列車行經一條介於西凱悅村至布魯克蘭-美國天主教大學站間的單線鐵道支線。由於這條區間興辦的相當成功，因此便繼續維持下去，直到1999年綠線市區段竣工為止。
介於聯合車站及羅德島大道站之間的诺玛-高立德大学站（NoMa–Gallaudet U station）於2004年11月20日啟用，是華盛頓地鐵第一個於營運中兩站之間增設車站的案例。

## 車站列表
| 服務路線 | 服務路線 | 中文站名                | 英文站名 | 車站編號 | 啟用日期 | 轉乘/註釋 | 所在地     | 所在地     |
| -------- | -------- | ----------------------- | -------- | -------- | -------- | --- | ---------- | ---------- |
| ●        | ●        | 涼蔭叢                  |          | A15      | 1984     | | 馬里蘭州   | 德爾伍德   |
| ●        | ●        | 羅克維爾                |          | A14      | 1984     | 美鐵 馬里蘭區域通勤鐵路：布朗斯威克線                                                                                 | 馬里蘭州   | 羅克維爾   |
| ●        | ●        | 雙溪                    |          | A13      | 1984     | | 馬里蘭州   | 羅克維爾   |
| ●        | ●        | 白火石                  |          | A12      | 1984     | | 馬里蘭州   | 北貝塞斯達 |
| ●        | ●        | 格羅夫納-斯特拉斯摩     |          | A11      | 1984     | | 馬里蘭州   | 北貝塞斯達 |
| ●        | ●        | 醫療中心                |          | A10      | 1984     | | 馬里蘭州   | 貝塞斯達   |
| ●        | ●        | 貝塞斯達                |          | A09      | 1984     | MTA：File:WMATA Purple.svg 紫線（計劃中）                                                                             | 馬里蘭州   | 貝塞斯達   |
| ●        | ●        | 友誼高地                |          | A08      | 1984     | | 華盛頓特區 | 西北區     |
| ●        | ●        | 騰里鎮-美國大學         |          | A07      | 1984     | | 華盛頓特區 | 西北區     |
| ●        | ●        | 梵尼斯-哥倫比亞特區大學 |          | A06      | 1981     | | 華盛頓特區 | 西北區     |
| ●        | ●        | 克里夫蘭公園            |          | A05      | 1981     | | 華盛頓特區 | 西北區     |
| ●        | ●        | 伍德利公園              |          | A04      | 1981     | | 華盛頓特區 | 西北區     |
| ●        | ●        | 杜邦圓島                |          | A03      | 1977     | | 華盛頓特區 | 西北區     |
| ●        | ●        | 法拉格特北              |          | A02      | 1976     | | 華盛頓特區 | 西北區     |
| ●        | ●        | 地鐵中心                |          | A01      | 1976     | 華盛頓地鐵： | 華盛頓特區 | 西北區     |
| ●        | ●        | 畫廊                    |          | B01      | 1976     | 華盛頓地鐵： | 華盛頓特區 | 西北區     |
| ●        | ●        | 司法廣場                |          | B02      | 1976     | | 華盛頓特區 | 西北區     |
| ●        | ●        | 聯合車站                |          | B03      | 1976     | 美鐵 馬里蘭區域通勤鐵路：布朗斯威克線、康登線、賓州線 VRE：費特里克斯堡線、馬納薩斯線 哥倫比亞特區電車：H街／本寧路線 | 華盛頓特區 | 東北區     |
| ●        | ●        | 諾瑪-高立德大學         |          | B35      | 2004     | | 華盛頓特區 | 東北區     |
| ●        | ●        | 羅德島大道-布倫特伍德   |          | B04      | 1976     | | 華盛頓特區 | 東北區     |
| ●        | ●        | 布魯克蘭-美國天主教大學 |          | B05      | 1978     | | 華盛頓特區 | 東北區     |
| ●        | ●        | 托騰堡                  |          | B06      | 1978     | 華盛頓地鐵： | 華盛頓特區 | 東北區     |
| ●        | ●        | 塔科馬                  |          | B07      | 1978     | | 華盛頓特區 | 西北區     |
| ●        | ●        | 銀泉                    |          | B08      | 1978     | MTA：File:WMATA Purple.svg 紫線（計劃中） · MARC：布朗斯威克線                                                        | 馬里蘭州   | 銀泉       |
| ●        |          | 森林幽谷                |          | B09      | 1990     | | 馬里蘭州   | 森林幽谷   |
| ●        |          | 惠頓                    |          | B10      | 1990     | | 馬里蘭州   | 惠頓       |
| ●        |          | 格蘭蒙特                |          | B11      | 1998     | | 馬里蘭州   | 格蘭蒙特   |

## 事件
- 2009年華盛頓地鐵撞車事件